# Sergio Virtù
Sergio Virtù (Roma, 26 settembre 1959) è un criminale italiano, esponente dell'organizzazione malavitosa romana Banda della Magliana, noto alle cronache per un suo presunto coinvolgimento nel caso Emanuela Orlandi, e nell'omicidio di Edoardo Toscano.

## Biografia
Nato a Roma nel 1959, Nei primi anni settanta strinse rapporti con importanti esponenti della malavita romana, tra cui Ettore Maragnoli, Danilo Abbruciati e in particolar modo Enrico De Pedis, con il quale stringerà un solido rapporto di amicizia.  

### Il percorso nella Banda della Magliana
A partire dal 1982 si occupò prevalentemente di scippi e rapine, nella zona di Trastevere e nel quartiere Appio-Latino, spesso insieme ad Ettore Maragnoli e Giorgio Paradisi.

### Il presunto coinvolgimento nel caso Emanuela Orlandi
Il presunto coinvolgimento di Sergio Virtù nella scomparsa di Emanuela Orlandi, cittadina vaticana figlia di un commesso della Prefettura della Casa Pontificia, sparita in circostanze misteriose all'età di 15 anni il 22 giugno del 1983 a Roma, emerse nel 2009, dalle indagini della magistratura romana, in seguito alle dichiarazioni di Sabrina Minardi, pentita ed ex amante di Renatino, che lo citò come aiutante e autista di Enrico De Pedis, il quale avrebbe eseguito materialmente il sequestro per ordine dell'allora capo dell'Istituto per le Opere di Religione (IOR), monsignor Paul Marcinkus. Sempre secondo il suo racconto, la Orlandi fu assassinata sei o sette mesi dopo il sequestro, e lo stesso Virtù guidò la macchina che portò "Renatino" a Torvajanica, dove il cadavere della quindicenne sarebbe stato occultato all'interno di una betoniera nei pressi di un luogo sperduto, dove nessuno avrebbe mai cercato.

## Il processo
Arrestato nel 2009 con l'accusa di truffa e bancarotta fraudolenta, l'11 marzo 2010, in seguito alla riapertura del caso Orlandi, venne iscritto nel registro degli indagati.
Alle accuse della Minardi si aggiunsero anche quelle di una sua ex convivente, che confermarono i fatti.
Durante il processo Virtù negò le accuse, dicendo che non conosceva i membri della magliana, eccetto Claudio Sicilia.

### Gli anni successivi e il presente
Nel 2022 spunta una telefonata tra egli e la sua fidanzata dell'epoca, che conferma sostanzialmente i fatti, nella quale Virtù dichiarò di averlo fatto per soldi e di non essersi pentito di questa sua scelta.